# Haarbos
De haarbos (Ochropleura plecta) is een nachtvlinder uit de familie Noctuidae (uilen). De voorvleugellengte bedraagt tussen de 12 en 15 millimeter. De soort komt voor in Europa, Noord-Azië en Noord-Amerika. Hij overwintert als pop.

## Waardplanten
De haarbos heeft als waardplanten allerlei kruidachtige planten.

## Voorkomen in Nederland en België
De haarbos is in Nederland en België een zeer algemene soort, die verspreid over het hele gebied kan worden gezien. De vlinder kent twee of drie generaties die vliegen van begin april tot begin oktober.